# Obcini

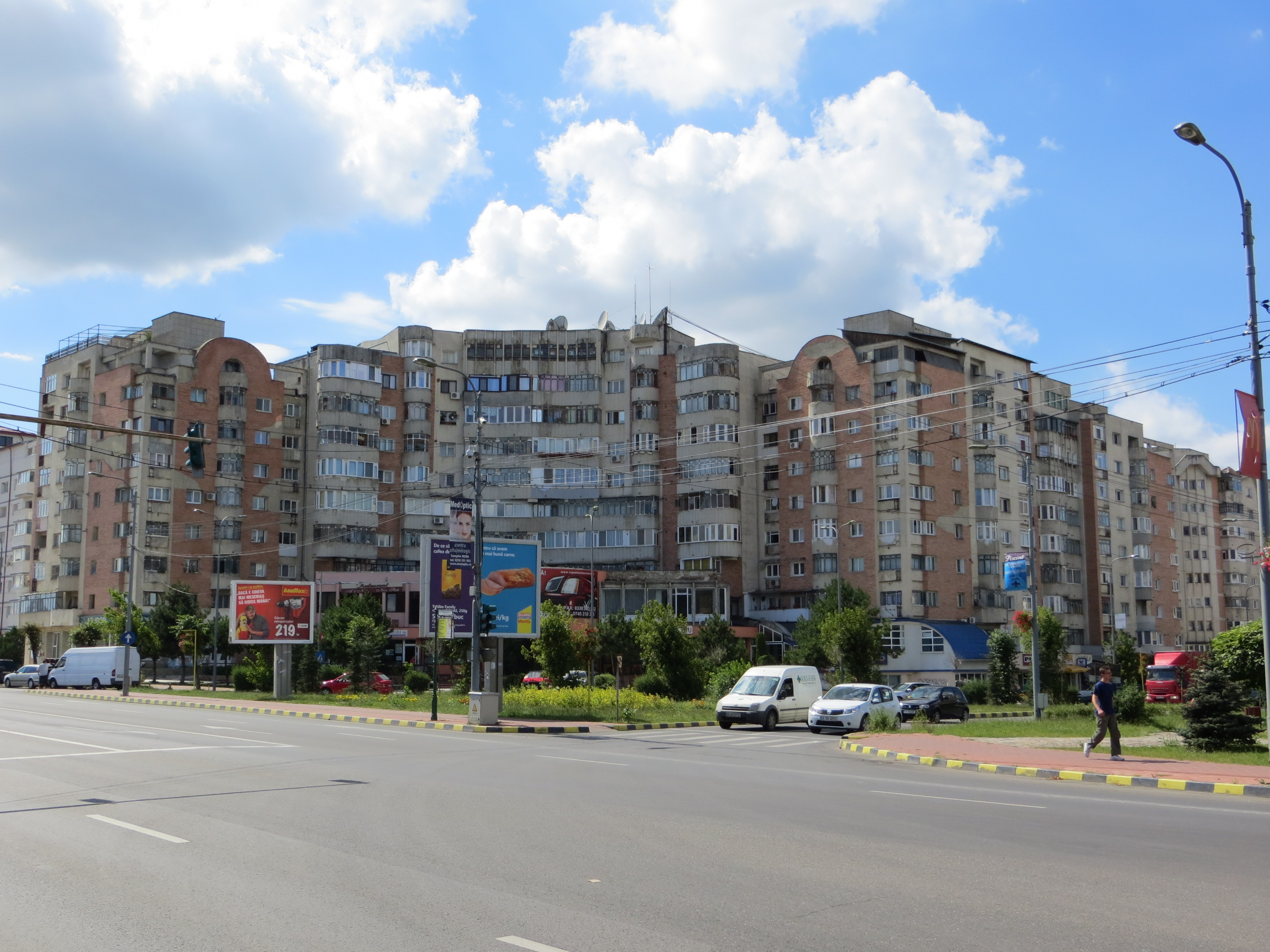
Blocul de locuințe „Nistru” aflat la intrarea în cartierul Obcini

Obcini este un cartier al municipiului Suceava, care își trage denumirea după amplasarea lui, adică pe Obcinele Sucevei. Este situat în partea sud-vestică a orașului, între cartierul George Enescu (în nord-est) și satul Sfântu Ilie (comuna Șcheia) (în vest).
Obcini este cel mai nou dintre cartierele de blocuri ridicate în perioada comunistă în municipiul Suceava. A fost construit începând cu anul 1978, fiind neterminat la momentul schimbării regimului politic în România (1989). Este un cartier ușor recognoscibil datorită blocurilor cu șarpantă, acoperite cu țiglă roșie. Principalele artere rutiere care străbat cartierul sunt: bulevardul 1 Decembrie 1918, Calea Obcinilor, strada Dornelor (ulterior redenumită în bulevardele Corneliu Coposu și Inginer Gavril Tudoraș), străzile Bistriței, Victoriei, Slătioara, Stațiunii, Rulmentului și Viitorului.
În imediata vecinătate a Obcinilor se găsesc două centre comerciale: Metro și Galleria (ultimul a funcționat în perioada 2009–2013).